# Tomáš Mertl
Tomáš Mertl (* 11. März 1986 in Budweis, Tschechoslowakei) ist ein tschechischer Eishockeyspieler, der seit Mai 2019 erneut beim HC Škoda Plzeň in der tschechischen Extraliga unter Vertrag steht.

## Karriere
Tomáš Mertl stammt aus dem Nachwuchs des HC České Budějovice, für den er im Alter von 15 Jahren in der U18-Extraliga debütierte. Während der Saison 2003/04 spielte er das erste Mal in der Extraliga, kam aber weiterhin hauptsächlich bei den U20-Junioren zum Einsatz. Zudem erhielt er bei Vereinen der zweitklassigen 1. Liga wie dem KLH Vajgar Jindřichův Hradec, dem SK Slavia Třebíč und dem BK Mladá Boleslav Spielpraxis. In der Spielzeit 2007/08 gewann er mit den Budweisern die Hauptrunde der Extraliga, so dass sich diese für die neue Champions Hockey League qualifizierten. In der Saison 2008/09 der CHL gelang ihm in vier Einsätzen ein Tor.
2013 wurde der Klub aufgrund eines Sponsorenkonflikts nach Hradec Králové umgesiedelt und in Mountfield HK umbenannt. Dort konnte er seine Leistungen weiter verbessern und war mit 24 Toren und 50 Scorerpunkten in der Saison 2014/15 drittbester Scorer der Extraliga. Damit machte er sich auch für Klubs aus besseren europäischen Ligen interessant und wechselte im Juni 2015 zum KHL Medveščak Zagreb in die Kontinentale Hockey-Liga. Im Februar 2016 wurde er an den Mountfield HK ausgeliehen, kehrte aber zur Saison 2016/17 wieder nach Zagreb zurück. Für Zagreb absolvierte er bis Dezember 2016 43 KHL-Partien, ehe er an Salawat Julajew Ufa abgegeben wurde. Für Ufa lief er in weiteren 15 Spielen auf, ehe er nach Saisonende nach Tschechien zurückkehrte und vom HC Škoda Plzeň verpflichtet wurde. Für Plzeň erzielte er in der Saison 2017/18 insgesamt 63 Scorerpunkte in 60 Extraliga-Partien und wurde mit 30 Toren bester Torschütze der Extraliga.
Aufgrund der gezeigten Leistungen erhielt er im Mai 2018 einen neuen Vertrag in der KHL, diesmal bei Kunlun Red Star. Nach nur 14 Scorerpunkten in 52 KHL-Partien für Kunlun verließ er die Liga im Mai 2019 und kehrte zum HC Škoda Plzeň zurück.

### International
Tomáš Mertl nahm mit der tschechischen U18-Auswahl an der U18-Junioren-Weltmeisterschaft teil, wo er die Bronzemedaille gewann.

## Erfolge und Auszeichnungen
- 2004 Bronzemedaille bei der U18-Junioren-Weltmeisterschaft
- 2018 Bester Torschütze der Extraliga